# Jacques Pills
Jacques Pills (7 de enero de 1906- 12 de septiembre de 1970) fue un cantante y actor de nacionalidad francesa.

## Biografía
Nacido en Tulle, Francia, su verdadero nombre era René Ducos. Pills debutó en el  Moulin Rouge, local en el cual Mistinguett era la estrella. Junto a Georges Tabet formó el dúo musical Pills et Tabet, viajando en gira por toda Europa con gran éxito. Ambos interpretaron canciones de Mireille Hartuch y Jean Nohain, entre ellas Couchés dans le foin.
En 1939 se casó con la cantante Lucienne Boyer. Su hija Eliane, la futura Jacqueline Boyer, nació en 1941. En los años 1940, y ya en solitario, pasó a ser cantante crooner (Seul dans la nuit). Su mánager era entonces Bruno Coquatrix. Pills eligió al futuro Gilbert Bécaud como pianista acompañante para una gira por América. Ambos escribieron Je t'ai dans la peau para Édith Piaf, con la que se casó el 29 de julio de 1952 en la ciudad de Nueva York, siendo Marlene Dietrich uno de los testigos. La pareja se divorció cuatro años más tarde, en 1956.
En 1959 fue escogido para representar a Mónaco en la primera intervención de dicho país en el Festival de la Canción de Eurovisión, cantando Mon ami Pierrot. Quedó el último de los once participantes. Al año siguiente, su hija, Jacqueline Boyer, ganó el Festival de la Canción de Eurovisión 1960 representando a Francia con el tema Tom Pillibi.
El éxito de la música yeyé le decidió a finalizar su carrera de cantante. Se retiró a una propiedad familiar en Bretagne-de-Marsan (40 hectáreas) en el departamento de las Landas, donde se dedicó a la cría de pollos, patos y cerdos antes de volver a París, en donde colaboró con Bruno Coquatrix para diseñar espectáculos destinados a ser representados en el Olympia de París.
Jacques Pills falleció en París, Francia, en 1970, a causa de un infarto agudo de miocardio.

## Principales éxitos
- 1941 : Avec son ukulélé
- 1943 : Cheveux dans le vent
- 1945 : Seul dans la nuit
- 1945 : Bonjour mon village
- 1945 : Oh ! la ! la !
- 1954 : Ma petite rime
- 1953 : Tout ça parce qu'au bois de Chaville

## Selección de su filmografía
- 1936 : Prends la route !, de Jean Boyer (con Georges Tabet)
- 1936 : Toi, c'est moi, de René Guissart (con Georges Tabet)
- 1945 : Marie la Misère, de Jacques de Baroncelli
- 1945 : Seul dans la nuit, de Christian Stengel
- 1949 : Une femme par jour, de Jean Boyer
- 1954 : Boum sur Paris, de Maurice de Canonge
- 1954 : French Cancan, de Jean Renoir